# Liste von Mühlen an der Pulsnitz
Die Liste von Mühlen an der Pulsnitz gibt eine Übersicht über die historischen Wassermühlen an der  Pulsnitz und am  Haselbach unabhängig davon, ob sie noch existieren oder bereits verfallen und abgerissen sind. Es wurden etwa 40 Mühlenstandorte an der Großen Röder und deren Zuflüssen erfasst. Viele Mühlen existieren nicht mehr, einige sind umgebaut und dienen anderen Zwecken.
Bei Mühlen, die unter Denkmalschutz stehen, kann über die ID-Nummer der jeweilige Denkmaltext aus der sächsischen Denkmalliste aufgerufen werden. Die historische Bedeutung der Mühlen als Einzeldenkmale ergibt sich aus dem Denkmaltext des Landesamts für Denkmalpflege Sachsen.

## Legende
- Bild: zeigt ein Bild der Mühle und gegebenenfalls zusätzlich einen Link zu weiteren Fotos im Medienarchiv Wikimedia Commons.
- Bezeichnung: Name der Mühle und gegebenenfalls Bauwerksname des Kulturdenkmals
- Lage: Ortsteil bzw. Gemarkung sowie Straßenname und Hausnummer. Der Link Karte führt zur Kartendarstellung.
- Datierung: gibt das Jahr der Fertigstellung oder den Zeitraum der Errichtung an.
- Beschreibung: Angabe baulicher und geschichtlicher Einzelheiten, von Denkmaleigenschaften sowie ehemaligen Besitzern oder Bewohnern der Mühle
- ID: Falls die Mühle ein Kulturdenkmal ist, ist hier die ID-Nr. des Landesamts für Denkmalpflege Sachsen angegeben. Ein ggf. vorhandenes Icon  führt zu den Angaben bei Wikidata.

## Liste von Mühlen an der Pulsnitz
Die Liste der ehemaligen Mühlen ist entsprechend der örtlichen Lage am Flusslauf von der Quelle bis zur Mündung in die Schwarze Elster gegliedert.
| Bild                                    | Bezeichnung                                                         | Lage                                                       | Datierung                    | Beschreibung | ID                       |
| --------------------------------------- | ------------------------------------------------------------------- | ---------------------------------------------------------- | ---------------------------- | --- | ------------------------ |
| Direkt Bild zu diesem Denkmal hochladen | Obermühle Ohorn                                                     | Ohorn (Karte)                                              |                              | ehem. Obermühle Ohorn, genaue Lage unklar |                          |
|                                         | Niedermühle Ohorn                                                   | Ohorn (Karte)                                              | 1750                         | ehem. Niedermühle Ohorn, genaue Lage unklar |                          |
| Direkt Bild zu diesem Denkmal hochladen | Damm- oder Schlossmühle Pulsnitz                                    | Pulsnitz, Robert-Koch-Straße (Karte)                       |                              | ehem. Damm- oder Schlossmühle Pulsnitz, am Schlossteichdamm, war bis ca. 1850 in Betrieb, später durch Fabrikanlagen überbaut, genaue Lage unklar. |                          |
| Direkt Bild zu diesem Denkmal hochladen | Simon-Schneidersche Mühle Pulsnitz                                  | Pulsnitz, Mittelbacher Straße (Karte)                      |                              | ehem. Simon-Schneidersche Mühle Pulsnitz, angetrieben vom Wasser des Viebiggrabens, vermutlich im Siebenjährigen Krieg (1756–1763) eingegangen, auf Flurkarten von 1872 sind noch die Lagen „Mühlberg“ und „Mühlwiese“ eingetragen, genaue Lage unklar. |                          |
|                                         | Mittelmühle oder Aumühle Pulsnitz                                   | Pulsnitz, An der Mittelmühle 12-14 (Karte)                 |                              | ehem. Mittelmühle oder Aumühle Pulsnitz, Getreide- und Schneidemühle, ursprünglich im Besitz der Pulsnitzer Herrschaft, betrieben von einem Pachtmüller. |                          |
| Direkt Bild zu diesem Denkmal hochladen | Weitzmannsche Mühle Pulsnitz                                        | Pulsnitz (Karte)                                           |                              | ehem. Weitzmannsche Mühle Pulsnitz, zwischen Alter Schäferei und Hartbachteich im Tale der Pulsnitz gelegen, vermutlich zum Weitzmannschen Gut (Pulsnitz, Bachstraße 45) gehörend, um 1608 auf Betreiben der Pulsnitzer Herrschaft abgerissen, um der Hartbachmühle mehr Wasser zukommen zu lassen, genaue Lage unklar. |                          |
| Weitere Bilder                          | Walkmühle Pulsnitz                                                  | Pulsnitz, An der Walke 1 (Karte)                           | 1672                         | ehem. Walkmühle Pulsnitz am Walkmühlenteich (Hahneflüsschen), auch als Mahl- und Sägemühle genutzt, der Pulsnitzer Herrschaft gehörend, diente sie bis ca. 1905 als Tischlerei; Mühlengebäude mit Backofen; Obergeschoss Fachwerk, baugeschichtlich und technikgeschichtlich von Bedeutung. | 09275591                 |
| Weitere Bilder                          | Hartbachmühle Friedersdorf                                          | Friedersdorf, Königsbrücker Straße 101; 103 (Karte)        | 1826                         | ehem. Hartbachmühle Friedersdorf, Schneidemühle (zeitweilig auch Ölmühle und Knochenstampfe), noch bis in die 1960er Jahre als Schneidemühle mit elektrischem Sägegatter genutzt; Müllerwohnhaus mit winkligem Anbau, zweistöckig, zwei Giebelfenster, rundbogig und ein Segmentfenster im Spitzgiebel. Mühlengebäude mit Mühlentechnik (Sägegatter erhalten) und Schornstein eines Mühlenanwesens; baugeschichtlich, ortsgeschichtlich und technikgeschichtlich von Bedeutung. | 09275394                 |
| Weitere Bilder                          | Obermühle oder Mißbachmühle Friedersdorf (auch Thiemendorfer Mühle) | Friedersdorf, Mittelstraße 9 (Karte)                       | 1807                         | ehem. Obermühle oder Mißbachmühle Friedersdorf (mit Kirchenscheune), in der Ortslage Thiemendorf; Wohnmühlenhaus; Obergeschoss und Giebel mit aufwendigem Sicht-Fachwerk, breit gelagerter Baukörper mit Krüppelwalmdach und Dachhäuschen, Sandsteintürgewände mit bez. Schlussstein, baugeschichtlich, ortsgeschichtlich und technikgeschichtlich von Bedeutung. | 09228210                 |
| Weitere Bilder                          | Zillermühle Friedersdorf                                            | Friedersdorf, Am Mühlgraben 14 (Karte)                     |                              | ehem. Zillermühle Friedersdorf, urspr. Meißnisch Friedersdorfer Mühle, in der Ortslage Meißnisch Friedersdorf, jetzt Bäckerei und Café. Siehe auch: Anmerkungen zu Mühlen der Müllerfamilie Bienert. | Wikidata-Objekt anzeigen |
| Weitere Bilder                          | Obermühle Oberlichtenau                                             | Oberlichtenau, Pulsnitztalstraße 13 (Karte)                | 1845                         | ehem. Obermühle Oberlichtenau, Schneidemühle und Mahlmühle der Familie Hahn, später Thomschke, 1996 Umbau zum Wohnhaus | Wikidata-Objekt anzeigen |
| Weitere Bilder                          | Höfgenmühle; Mühlenbau- und Maschinenfabrik Franke                  | Oberlichtenau, An der Pulsnitz 17-19 (Karte)               | 1878                         | urspr. mit Wasserkraft betriebene Weberei der Firma Höfgen & Co Oberlichtenau, später Mühlenbau- und Maschinenfabrik Friedrich Wilhelm Franke (auch Mühle „Werkzeugbauer“ genannt), jetzt Auto-Werkstatt |                          |
| Weitere Bilder                          | Gräfemühle Oberlichtenau                                            | Oberlichtenau, Pulsnitztalstraße 35 (Karte)                | 1821                         | ehem. Gräfemühle Oberlichtenau, Mehl- und Knochenmühle |                          |
|                                         | Mechanische Bandweberei F. J. Schäfer                               | Oberlichtenau, Pulsnitztalstraße 51-53 (Karte)             |                              | ehem. Bandweberei Schäfer in Oberlichtenau |                          |
| Weitere Bilder                          | Hofemühle Oberlichtenau                                             | Oberlichtenau, Mühlweg 23, Pulsnitztalstraße 70-72 (Karte) | 1350                         | ehem. Hofemühle Oberlichtenau, Mahl- und Schneidemühle, 1751 von Heinrich von Brühl verkauft an Johann Christoph Steglich und 1799 an Carl Gottlob Bienert, später LPG-Mischfutterwerk, 1986 Betrieb eingestellt. Siehe auch: Anmerkungen zu Mühlen der Müllerfamilie Bienert. | Wikidata-Objekt anzeigen |
| Weitere Bilder                          | Gäblermühle oder Stuhlbauers-Mühle Oberlichtenau                    | Oberlichtenau, Pulsnitztalstraße 92 (Karte)                | Mitte oder 2. Hälfte 19. Jh. | ehem. Stuhlbauers-Mühle Oberlichtenau (auch als Niedermühle bezeichnet), mit Werkstatt des Webstuhlbauers Emil Gäbler, jetzt Wohnhaus; Mühlengebäude mit Technik und Wohnhausanbau; Mühlengebäude Putzbau, Wohnhausanbau Obergeschoss Fachwerk verputzt, Frackdach, lange Hechtgaupe, Erdgeschoss Fenstergewände und Türstock aus Granit, baugeschichtlich, ortsgeschichtlich und technikgeschichtlich von Bedeutung.                                                           | 09227257                 |
|                                         | Richter-Mühle                                                       | Oberlichtenau, Alwin-Richter-Weg 12 (Karte)                |                              | ehem. Richter-Mühle, seit 1814 Leinen- und Stoffpresse, 1934 Betrieb eingestellt |                          |
| Weitere Bilder                          | Niedermühle Oberlichtenau                                           | Oberlichtenau, Pulsnitztalstraße 98 (Karte)                | 1839                         | ehem. Niedermühle Oberlichtenau, seit 1938 im Besitz der Familie Thieme, jetzt Mühlenbäckerei E. Thieme. | Wikidata-Objekt anzeigen |
| Weitere Bilder                          | Knochenmühle Oberlichtenau                                          | Oberlichtenau, Pulsnitztalstraße 112 (Karte)               |                              | ehem. Knochenmühle Oberlichtenau bis 1935/36 |                          |
|                                         | Niederlichtenauer Mühle oder Berndts Mühle                          | Niederlichtenau, Pulsnitztalstraße 128 (Karte)             |                              | ehem. Niederlichtenauer Mühle, in den 1980er Jahren Umbau zum Wohnhaus |                          |
| Direkt Bild zu diesem Denkmal hochladen | Gruhls Mühle Reichenau                                              | Reichenau, An der Mühle 1 (Karte)                          | 1805                         | ehem. Gruhls Mühle Reichenau; Mühlengebäude (ohne eingeschossigen Vorbau; ohne rückwärtigen, nordöstlichen, dreigeschossigen Anbau sowie ohne Stallscheunengebäude und vorgelagerten südlichen Schuppen); baugeschichtlich, ortsgeschichtlich und straßenbildprägend von Bedeutung. | 09227300                 |
| Direkt Bild zu diesem Denkmal hochladen | Mühle Reichenau                                                     | Reichenau (Karte)                                          |                              | ehem. Mühle Reichenau, genaue Lage unklar |                          |
| Weitere Bilder                          | Gräfenhainer Mühle                                                  | Gräfenhain, Hauptstraße 2 (Karte)                          |                              | ehem. Gräfenhainer Mühle |                          |
| Weitere Bilder                          | Stadtmühle Königsbrück Alfred Kretzschmar                           | Königsbrück, Mühlstraße 21 (Karte)                         | 1937                         | ehem. Stadtmühle Königsbrück; Mühlgraben mit Turbinenkammer und Freifluter, Überfallwehr, Schützanlage und Regulierungsschutz sowie Mühlengebäude (Nr. 21) mit nordwestlicher Fassade des ehemaligen Anbaus, Stallgebäude (Nr. 12) sowie Silo (Nr. 14) mit Anbau als Teile eines Mühlenanwesens; ortsgeschichtlich, baugeschichtlich und technikgeschichtlich von Bedeutung. | 09229994                 |
| Weitere Bilder                          | Schlossmühle Königsbrück                                            | Königsbrück, Großenhainer Straße 5 (Karte)                 | 1525                         | ehem. Schlossmühle Königsbrück; Mühlgraben zur Schlossmühle; vom Wehr bis Schlossmühle, ortsgeschichtlich von Bedeutung. | 09227248                 |
| Weitere Bilder                          | Grünmetzmühle Stenz                                                 | Königsbrück-Stenz, Grünmetzweg (Karte)                     |                              | ehem. Grünmetzmühle Stenz, später Gastwirtschaft, als Bäckerei von den sowjetischen Streitkräften bis 1992 genutzt, 2003 abgerissen (wüst) | Wikidata-Objekt anzeigen |
| Direkt Bild zu diesem Denkmal hochladen | Mühle Bohra                                                         | Bohra Nr. 19 (Karte)                                       |                              | ehem. Mühle Bohra am Bohraer Wasser (Mühlteich), Mahlmühle und Bäckerei, abgerissen (wüst), auf dem TÜP Königsbrück, genaue Lage unklar |                          |
| Direkt Bild zu diesem Denkmal hochladen | Talmühle Bohra                                                      | Bohra Nr. 20 (Karte)                                       |                              | ehem. Talmühle Bohra (auch Spohr-Mühle) an der Rietschke, Sägewerk, abgerissen (wüst), auf dem TÜP Königsbrück, genaue Lage unklar |                          |
| Direkt Bild zu diesem Denkmal hochladen | Grahls-Mühle Krakau                                                 | Krakau Nr. 32 (Karte)                                      |                              | ehem. Grahls-Mühle Krakau von Alfred Grahl (auch Obermühle oder Hofemühle) an der Pulsnitz, abgerissen (wüst), auf dem TÜP Königsbrück, genaue Lage unklar |                          |
| Direkt Bild zu diesem Denkmal hochladen | Noacks-Mühle Krakau                                                 | Krakau Nr. 33 (Karte)                                      |                              | ehem. Noacks-Mühle Krakau an der Pulsnitz, Mahl- und Schneidemühle, abgerissen (wüst), auf dem TÜP Königsbrück, genaue Lage unklar |                          |
| Weitere Bilder                          | Mühle Schmorkau                                                     | Schmorkau, Dresdner Straße 3 (Karte)                       | um 1910                      | ehem. Mühle Schmorkau am Otterbach, jetzt Bäckerei. Wohnmühlenhaus; mächtiger Putzbau mit Krüppelwalmdach und großer Hechtgaupe, mit zentralem, verbretterten Giebel, Fenster und Türen mit Granitgewände, baugeschichtlich und ortsgeschichtlich von Bedeutung. | 09253385                 |
| Direkt Bild zu diesem Denkmal hochladen | Lodes-Mühle Otterschütz                                             | Otterschütz Nr. 28 (Karte)                                 |                              | ehem. Mühle von G. Lode in Otterschütz am Otterbach, abgerissen (wüst), auf dem TÜP Königsbrück, genaue Lage unklar |                          |
| Direkt Bild zu diesem Denkmal hochladen | Schneidemühle Otterschütz                                           | Otterschütz (Karte)                                        |                              | ehem. Mühle Otterschütz am Otterbach, Schneidemühle, abgerissen (wüst), auf dem TÜP Königsbrück, genaue Lage unklar |                          |
| Direkt Bild zu diesem Denkmal hochladen | Mühle Rohna                                                         | Rohna (Karte)                                              |                              | ehem. Mühle Rohna am Otterbach, abgerissen (wüst), auf dem TÜP Königsbrück, genaue Lage unklar |                          |
| Weitere Bilder                          | Korn- und Sägemühle Kroppen-Heinersdorf                             | Kroppen, Heinersdorfer Straße 16 (Karte)                   |                              | ehem. Korn- und Sägemühle Kroppen-Heinersdorf, später Mühle und Bäckerei, jetzt Sägewerk und Holzhandel Merbeth (Brandenburg) |                          |
| Weitere Bilder                          | Wassermühle Kroppen                                                 | Kroppen (Karte)                                            |                              | ehem. Wassermühle Kroppen (Brandenburg), genaue Lage unklar |                          |
|                                         | Finkenmühle Kraußnitz                                               | Kraußnitz, Finkenmühlenstraße 11 (Karte)                   |                              | ehem. Finkenmühle Kraußnitz am Linzer Wasser bzw. Kraußnitzbach (Mühlenteich) mit Wohnhaus in Ponickau |                          |
| Weitere Bilder                          | Heidemühle Ortrand                                                  | Ortrand, Heidemühlweg 1 (Karte)                            | 1594                         | ehem. Heidemühle Ortrand am Kraußnitzbach (Brandenburg) Linzer Wasser, um 1960 stillgelegt (Brandenburg) |                          |
|                                         | Walkmühle Ortrand                                                   | Ortrand, Walkteichstraße (Karte)                           |                              | ehem. Walkmühle Ortrand am Kraußnitzbach, Walkteich (Brandenburg), genaue Lage unklar |                          |
| Weitere Bilder                          | Lehnsmühlenschloss Ortrand                                          | Ortrand, Mühlgasse 2 (Karte)                               | 1567                         | urspr. Lehnsmühle, später Lehnsmühlenschloss Ortrand, seit 1881 Wohnhaus – Baudenkmal Brandenburg Id=09120202 | Wikidata-Objekt anzeigen |
| Weitere Bilder                          | Wassermühle Kleinkmehlen                                            | Kleinkmehlen (Karte)                                       |                              | ehem. Wassermühle Kleinkmehlen an der Neuen Pulsnitz (Brandenburg), genaue Lage unklar |                          |
| Weitere Bilder                          | Schlossmühle Großkmehlen                                            | Großkmehlen, Mühlgasse 2 (Karte)                           |                              | ehem. Schlossmühle Großkmehlen an der Neuen Pulsnitz (Brandenburg) |                          |
| Weitere Bilder                          | Wassermühle Buntzel oder Buschmühle Lindenau                        | Lindenau, Mühlgasse 4 (Karte)                              |                              | ehem. Wassermühle Buntzel oder Buschmühle Lindenau am Schlossteich (Kalmusteich), Getreidemühle (Brandenburg) |                          |
|                                         | Stangemühle Brößnitz                                                | Brößnitz, Im Tal 15, 15a (Karte)                           | 1905                         | ehem. Stangemühle Brößnitz am Tränkengraben; Wohnstallhaus (Seitengebäude), Scheune und Stallgebäude der ehemaligen Wassermühle sowie Hofpflasterung; weitgehend original erhaltenes Mühlenensemble von ortshistorischer Bedeutung. | 08958822                 |
|                                         | Teichmühle Brößnitz                                                 | Brößnitz (Karte)                                           |                              | ehem. Teichmühle Brößnitz am Hopfgartenbach |                          |

## Liste von Mühlen am Haselbach
Die Liste der ehemaligen Mühlen am  Haselbach ist entsprechend der örtlichen Lage am Flusslauf von der Quelle zur Mündung gegliedert.
| Bild                                    | Bezeichnung                         | Lage                                                   | Datierung      | Beschreibung | ID                       |
| --------------------------------------- | ----------------------------------- | ------------------------------------------------------ | -------------- | --- | ------------------------ |
|                                         | Mühle Obersteina                    | Steina, Elstraer Straße 69/71 (Karte)                  |                | ehem. Mühle Obersteina, genaue Lage unklar |                          |
| Direkt Bild zu diesem Denkmal hochladen | Obermühle Möhrsdorf                 | Möhrsdorf, Haselbachstraße 32 (Karte)                  | 1616           | ehem. Obermühle Möhrsdorf, Mahl- und Schneidemühle, 1945 durch Brand zerstört |                          |
| Weitere Bilder                          | Strauchmühle Möhrsdorf              | Möhrsdorf, Haselbachstraße 1 (Karte)                   | Anfang 19. Jh. | ehem. Strauchmühle Möhrsdorf (auch Bienertmühle), Mahl- und Schneidemühle bis in die 1970er Jahre in Betrieb; Müllerwohnhaus und Schneidemühle mit Mühlentechnik eines Mühlenanwesens; Müllerwohnhaus Obergeschoss Fachwerk verbrettert, baugeschichtlich, ortsgeschichtlich und technikgeschichtlich von Bedeutung. Siehe auch: Anmerkungen zu Mühlen der Müllerfamilie Bienert. | 09226991                 |
| Weitere Bilder                          | Mühle Garten in Gersdorf            | Gersdorf, Mühlweg 9 (Karte)                            | 1672           | ehem. Mühle der Familie Garten in Gersdorf, seit 1776 im Besitz der Fam. Garten, urspr. Mahl- und Schneidemühle, bis zum Brand von 1880 auch Ölmühle, Mahlbetrieb bis 1960, jetzt Bäckerei. Mühlenbesitzer waren: - Johann Gottfried Garten (1776–1802) - Johann Andreas Garten (1804–1833) - Johann Gottlieb Ehrenfried Garten (1833–1862) - Heinrich Wilhelm Garten (1868–1913) - Max Alfred Garten (1913–1931) - Rudolf Alfred Garten (1932–1966) - Rudolf Gottfried Garten (1966–1995) - Gottfried Gerald Garten (seit 1996) | Wikidata-Objekt anzeigen |
| Direkt Bild zu diesem Denkmal hochladen | Hofemühle oder Niedermühle Gersdorf | Gersdorf, Hauptstraße 36 (Karte)                       |                | ehem. Hofemühle oder Niedermühle Gersdorf, Mahl- und Schneidemühle, 1893 durch Brand zerstört, Mahlbetrieb bis 1960 |                          |
| Weitere Bilder                          | Obermühle Bischheim                 | Bischheim, Ringweg 5-5a (Karte)                        |                | ehem. Obermühle Bischheim | Wikidata-Objekt anzeigen |
|                                         | Niedermühle Bischheim               | Bischheim, Feldstraße 30 / Am Kindergarten 6-8 (Karte) |                | ehem. Niedermühle Bischheim am Weissbach |                          |
| Weitere Bilder                          | Haselbachmühle Häslich              | Häslich, Dorfstraße 3 (Karte)                          | 1932           | Haselbachmühle Häslich mit Mühlenbetrieb; Mühlengebäude mit Mühlentechnik und nördlich daran anschließendes Wohnhaus; Mühlengebäude dreigeschossiger Putzbau, Wohnhaus zweigeschossiger Putzbau mit Dachhäuschen, Sandsteingewände, baugeschichtlich, technikgeschichtlich und ortsgeschichtlich von Bedeutung. | 09227359                 |
| Weitere Bilder                          | Alte Walkmühle Reichenbach          | Reichenbach (Karte)                                    |                | ehem. Walkmühle, ruinös |                          |
| Direkt Bild zu diesem Denkmal hochladen | Walkmühle Reichenbach               | Reichenbach, Pulsnitztalstraße 78-80 (Karte)           |                | ehem. Walkmühle Reichenbach, genaue Lage unklar |                          |

## Landkarten-Archiv
- Messtischblatt 418 Bischofswerda (1910) (abgerufen am 24. Juli 2025)
- Messtischblatt 393 Kamenz (1910) (abgerufen am 24. Juli 2025)
- Messtischblatt 392 Großenhain (1910) (abgerufen am 24. Juli 2025)